# 천국의 가장자리
《천국의 가장자리》(독일어: Auf der anderen Seite, 튀르키예어: Yaşamın Kıyısında)는 2007년 개봉한 독일, 터키의 드라마 영화이다. 파티흐 아킨이 감독과 각본을 맡았다. 2007 칸 영화제 각본상 수상작이며, 2007 아카데미 외국어영화상 부문 독일 출품작이다.

## 출연

### 주연
- 누르글 예실케이
- 바키 다브렉

### 조연
- 턴셀 커티스
- 한나 쉬굴라
- 파트리시아 지올코스카
- 라스 루돌프
- 누셀 키세

## 기타
- 공동제작: 푼다 오데미스
- 공동제작: 플라미니오 자드라
- 공동제작: 에한 오조굴
- 공동제작: 앨리 액데니즈
- 의상: 캐트린 애쉔도프

## 같이 보기
- 독일 영화